# Helena Rubinstein
Helena Rubinstein, nata Chaja Rubinstein (Cracovia, 25 dicembre 1872 – New York, 1º aprile 1965), è stata un'imprenditrice polacca, fondatrice dell'omonima casa cosmetica Helena Rubinstein.

## Biografia
Helena, il cui vero nome era Chaja Rubinstein, fu la maggiore degli otto figli di Augusta Gitte (Gitel) Scheindel Silberfeld  e di Naftali Herz Horace Rubinstein, entrambi ebrei.
Nel 1896 si trasferì in Australia, dove cambiò il nome in Helena e l'anno seguente aprì un negozio a Coleraine, nella parte occidentale del Victoria. Qui ebbero successo unguenti e medicamenti vari che affermava fossero importati dai Monti Carpazi; essi erano, in realtà, ottenuti da una forma grezza di lanolina, il cui odore era camuffato dal profumo di lavanda, di corteccia di pino e di ninfee. Passi successivi della sua attività la portarono a Melbourne, Sydney, Londra, Parigi.
Allo scoppio della prima guerra mondiale si trasferì con la famiglia a New York, dove aprì un salone di bellezza.
Helena Rubinstein fondò una delle prime case cosmetiche al mondo, la sua impresa ebbe un grande successo e la rese ricchissima. In seguito ella si servì della sua ricchezza per sostenere organizzazioni benefiche nel campo dell'istruzione, dell'arte e della salute.
Nel 1908 sposò il giornalista statunitense Edward William Titus a Londra. La coppia ebbe due figli, Roy Valentine Titus e Horace Titus.